# Die Geschäfte des Herrn Julius Caesar
Die Geschäfte des Herrn Julius Caesar ist ein unvollendetes Werk des deutschen Schriftstellers Bertolt Brecht, das ursprünglich aus sechs Büchern bestehen sollte. Brecht arbeitete daran von 1938 bis 1939 im dänischen Exil. 1949 erschien zuerst das zweite Buch der Reihe „Unser Herr C.“ in der Zeitschrift Sinn und Form (Berlin). 1957 wurden postum das dritte Buch „Klassische Verwaltung einer Provinz“, ebenfalls in Sinn und Form, sowie das gesamte Fragment (Bücher 1–4) im Gebrüder Weiss Verlag (Berlin/West) und im Aufbau-Verlag (Berlin/DDR) veröffentlicht.
Der Roman gehört zu den weniger bekannten Werken Brechts. Dennoch ist die Bedeutung des Fragments allgemein und innerhalb des brechtschen Gesamtwerkes nicht zu unterschätzen: Die Geschäfte des Herrn Julius Caesar bildet einerseits ein Beispiel für die Gattung des historischen Romans der Zwischenkriegszeit, andererseits aber stellt das Werk die Übertragung des Verfremdungseffekts aus dem Bereich des epischen Theaters auf den Roman dar und offenbart besonders Brechts Verständnis der Geschichte als „Perspektive der anderen Seite“.
Die Haupthandlung des Romans beschreibt die Zeit von Caesars Beteiligung an der Catilinarischen Verschwörung (691 röm. Zeitrechnung bzw. 63 v. Chr.) bis zu seiner Statthalterschaft in Spanien und seiner daran anschließenden Bewerbung um das Konsulat (694 röm. Zeitrechnung bzw. 60 v. Chr.). Eingebettet ist die Haupthandlung in eine Rahmenerzählung, die das Vorhaben eines jungen Anwalts wiedergibt, eine Biografie über den zwanzig Jahre zuvor ermordeten Caesar zu verfassen.
N. B. Den nachfolgenden Ausführungen liegt folgende Textausgabe zugrunde: Werner Hecht, Jan Knopf u. a. (Hrsg.): Bertolt Brecht. Prosa 2. Romanfragmente und Romanentwürfe (= Bertolt Brecht. Werke. Große kommentierte Berliner und Frankfurter Ausgabe. Band 17). Frankfurt am Main.

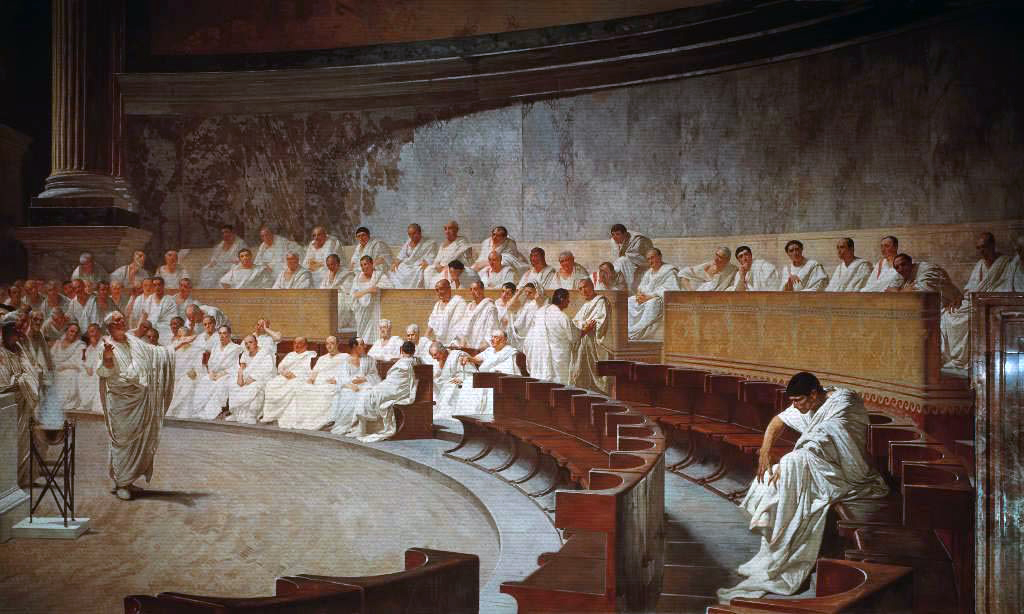
Cicero klagt Catilina an (Fresko von Cesare Maccari, 19. Jh.)

## Inhaltsübersicht

### Aufbau (Erzähl- und Zeitebenen)
Der Roman gliedert sich in sechs Bücher, wobei Brecht lediglich die ersten drei Bücher und den Anfang des vierten Buches vollständig ausgeführt hat. Die erzählten und erlebten Geschehnisse lassen sich drei Erzählebenen zuordnen: Die ersten beiden sind in der Rahmenhandlung anzusiedeln; es handelt sich dabei um die Ebene des jungen Anwalts, der aus der Ich-Perspektive die Rahmenhandlung darlegt, und die Ebene Mummlius Spicers. Letzterer erinnert sich in seinen Gesprächen mit dem Ich-Erzähler an seinen Umgang mit Caesar. Da der Ich-Erzähler (der junge Anwalt) seinerseits diese Erinnerungen in der Rahmenerzählung wiedergibt, ist die Erzählebene Spicers innerhalb der des Ich-Erzählers festzusetzen. Die dritte Erzählebene bilden die Tagebuchaufzeichnungen des Sekretärs Caesars namens Rarus, die die eigentliche Haupthandlung darstellen. Die Erzählebene des Rarus steht somit losgelöst von den beiden anderen Erzählebenen.
Die Einteilung der Erzählebenen deckt sich dabei in etwa mit derjenigen der Zeitebenen: Die ersten beiden Zeitebenen bestehen in den Berichten des Erzählers und der übrigen Figuren der Rahmenhandlung (Mummlius Spicer, Afranius Carbo, Vastius Alder, ein Legionär Caesars). Der Erzähler berichtet aus der Rückschau über seine Erlebnisse bei Spicer, die über drei Tage verlaufen und etwa im Jahr 730 anzusiedeln sind. Während die Figuren der Rahmenerzählung in einem nennenswerten Abstand zu den bei Rarus beschriebenen Ereignissen befinden, schreibt Rarus selbst seine Erlebnisse unmittelbar nach deren Geschehen nieder. So stellen die Figuren der Rahmenerzählung und Rarus zwar dieselben Jahre der römischen Geschichte dar, ihre Perspektive ist aber eine andere. Nach Herbert Claas ermöglicht der geringe, aber vorhandene Zeitabstand der Rahmenhandlung zu den Geschehnissen der Verschwörung Catilinas einerseits eine abgeschlossene Legendenbildung; der Caesarmythos ist also bereits gewachsen. Andererseits, so Claas, könnten die Gesprächspartner des Ich-Erzählers als Zeitzeugen gelten, was ihren Berichten eine gewisse „fiktive Authentizität“ verleihe. Die römische Zeitrechnung selbst, die Brecht den gesamten Roman hindurch verwendet, erscheint abschließend als Teil jener fiktiven Authentizität.

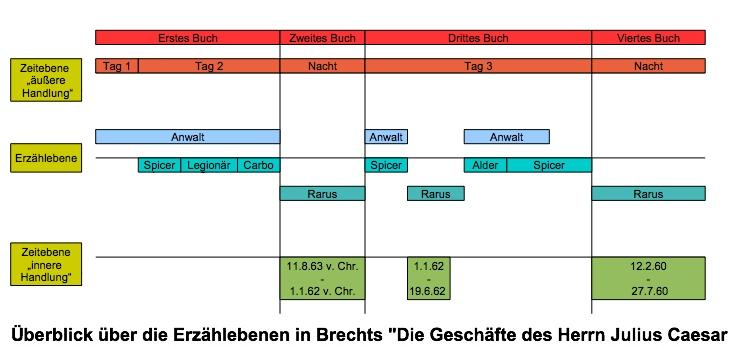
Die Erzählebenen

### Buch 1: „Karriere eines vornehmen jungen Mannes“
Das erste Buch des Fragments „Karriere eines vornehmen jungen Mannes“ umfasst die Rahmenhandlung des Romans: Ein junger Anwalt, der Ich-Erzähler, beschließt eine Biografie über den vor 20 Jahren ermordeten Caesar zu schreiben. Dazu besucht er Mummlius Spicer, Caesars ehemaligen Bankier, der elf Tagesreisen von Rom entfernt in einer Villa auf einem wohlhabenden, von Sklaven bewirtschafteten Landgut lebt. Er bittet Spicer um die Herausgabe der Tagebücher des Sklaven Rarus, eines Sekretärs Caesars, von denen er glaubt, dass sie sich in Spicers Besitz befänden.
Spicer treibt zunächst ein Spiel mit dem Ich-Erzähler, indem er anfangs behauptet, er habe die Tagebücher weggeworfen, dann erklärt, der Anwalt könne damit überhaupt nichts anfangen, und schließlich die exorbitante Summe von 12000 Sesterzen für die Leihgabe der Tagebücher verlangt, unter der Bedingung, dass der Ich-Erzähler dazu die „Erläuterungen“ Spicers zu den Tagebüchern berücksichtige. Verärgert willigt der junge Anwalt ein. Im weiteren Verlauf der Handlung, die einen Zeitraum von einigen Tagen einnimmt, erhält der Ich-Erzähler von Spicer sowohl erste Berichte über die Situation im Rom zur Zeit, als Caesar die politische Bühne betrat, als auch zu Caesar selbst. Spicer erzählt ihm in einer Weise, die der Anwalt als „gleichgültig“ (S. 178, Z. 32) und „schamlos“ (S. 187, Z. 9) bezeichnet, von Caesars Verhältnis zur sog. „City“ (Oberschicht der Kaufleute in Rom), von Caesars ersten scheiternden Versuchen als Anwalt und seinem Zusammentreffen mit den kleinasiatischen Piraten (der berühmten „Seeräuberanekdote“). Später trifft der Ich-Erzähler weitere Personen, die ihm über Caesar berichten, unter anderem einen ehemaligen Legionär aus Caesars Heer und den Anwalt Afranius Carbo, der von den wirtschaftlichen Konflikten in Rom zu Caesars Zeiten erzählt. Das erste Buch schließt mit einem von Spicer gegebenen Überblick über Caesars gesamte Karriere, der gleichfalls als grobe Gliederung der nachfolgenden Bücher zu verstehen ist.

### Buch 2: „Unser Herr C.“
Das zweite Buch „Unser Herr C.“ gibt den ersten Teil der Tagebuchaufzeichnungen von Caesars Sekretär Rarus wieder. Die Aufzeichnungen beinhalten die Ereignisse der Monate August bis Dezember des Jahres 691 (d. h. 63 v. Chr.). Rarus legt den Schwerpunkt auf die Beschreibung der finanziellen und zwischenmenschlichen Schwierigkeiten Caesars. Im Vordergrund steht hier die Verschwörung Catilinas und Caesars Rolle innerhalb dieser Verschwörung. Daneben werden die Privatgeschäfte Caesars und Crassus’ geschildert.
Die römische Republik befindet sich in Unruhe, die Fraktionskämpfe zwischen City und Senat (bestehend aus der Schicht der reichen Großgrundbesitzer) bilden den Rahmen der Catilinarischen Verschwörung. Caesar und Crassus stehen offiziell auf Seiten der City, nutzen die Unruhen aber für ominösen Getreidehandel und Grundstücksspekulationen. Die City, die sich mit dem Senat im Streit um die Eroberung Kleinasiens befindet, versucht, eine Diktatur des Gnaeus Pompeius Magnus zu erzwingen. Zweck dieser Diktatur, über deren Einzelheiten sich City und Pompeius im Voraus verständigt haben, soll es sein, die (ökonomische) Macht des Senats zu brechen. Dazu soll Pompeius Catilina an seinem Aufstand hindern. Um Antrag und Ausrufung der Diktatur zu rechtfertigen, augmentiert die City künstlich die wirtschaftliche Not Roms und fördert die Verschwörung Catilinas. Schließlich zieht sich die City aber von ihrem Handel mit Pompeius aus Angst vor Catilina zurück. Die Niederwerfung Catilinas übernimmt nach dessen gescheiterter Konsulatsbewerbung somit der Senat, der als Sieger aus den Fraktionskämpfen hervorgeht. Da Caesar (ebenso wie bedingt auch Crassus) auf den Sieg der City spekuliert hatte, sieht er sich nun mit einer hohen Verschuldung konfrontiert. Gleichzeitig drohen ihm wegen seiner Unterstützung Catilinas politische und juristische Repressalien.
Die Stimmung im Volk hat sich mittlerweile gegen Catilina gewandt und man spricht nur noch von der „Abwehrung der Diktatur“ (S. 280, Z. 28). Die sog. „Sturmrotten“ und „Straßenklubs“, in denen sich die Anhänger Catilinas aus den unteren Schichten zusammengeschlossen hatten, werden aufgelöst und ihre Mitglieder verhaftet. In den Unruhen kommt es zum Börsensturz, über die Gründe dieses ökonomischen Zusammenbruchs herrschen unterschiedliche Spekulationen. Caesar entwindet sich seiner politischen Ächtung, indem er nach erfolgreicher Kandidatur um das Praetorenamt selbst die Prozesse gegen die Catilinarier führt. So kann er zugleich alle Verdachtsmomente gegen sich außer Kraft setzen. Das gesamte zweite Buch zeugt von inhaltlicher Komplexität, was sich darin begründet, dass es Rarus selbst an Überblick und tiefergreifendem Verständnis der Geschehnisse mangelt. Die Auflösung und die Hintergründe der Ereignisse erfährt Rarus (und somit auch der Leser) erst am Schluss des zweiten Buches von Caesar selbst.

### Buch 3: „Klassische Verwaltung einer Provinz“
Das dritte Buch „Klassische Verwaltung einer Provinz“ behandelt intensiver Caesars Umtriebe bei und nach dem Ende der Catilinarischen Verschwörung. Es ist geteilt in die diesmal knappen Aufzeichnungen des Rarus und die daran anschließenden mündlichen Ergänzungen Spicers. Caesar, der auf die Rückkehr des Pompeius mitsamt seinem Heer hofft und demzufolge auf ein neues Siedlungsprogramm setzt (daher die Grundstücksspekulationen), beseitigt als Praetor die Beweise seiner Beteiligung an der Verschwörung Catilinas. Da Catilinas Heer jedoch vorzeitig vernichtet wird, ist eine Diktatur des Pompeius oder dessen Eingreifen mit seinem eigenen Heer unnötig. Pompeius kehrt daher ohne Heer in Rom ein, was seine Popularität im Volk immens sinken lässt: Eine Lösung der Bodenfrage und der ökonomischen Probleme durch eine eventuelle Machtergreifung des Pompeius ist ausgeschlossen. Caesar sieht sich nun mit massiven Schulden konfrontiert, die aus seinen Grundstücksspekulationen herrühren. Da er nach dem Ablauf seiner Amtszeit seinen Amtsschutz nicht mehr genießt, setzt er sich zur Statthalterschaft nach Spanien ab.
Einen zweiten, parallel verlaufenden Handlungsstrang bildet Rarus’ Reise zum Schlachtfeld von Pistoria, dem Ort der Niederlage Catilinas, wo er sich auf die vergebliche Suche nach seinem Geliebten Caebio begibt. Seine Trauer um Caebio bildet die Ursache dafür, dass der zweite Teil der Aufzeichnungen des Rarus verhältnismäßig kurz ausfällt, weshalb die Erzählung von Spicer ergänzt wird. Dazu tritt in der Rahmenhandlung die Begegnung des Ich-Erzählers mit dem Dichter Vastius Alder, der sich über die historische Bedeutung Caesars und sein Verhältnis zu Senat und City verbreitet. Spicer berichtet abschließend über die finanziellen Folgen der Verschwörung Catilinas und die Flucht Caesars in die Statthalterschaft nach Spanien.

### Buch 4: „Das dreiköpfige Ungeheuer“
Das vierte, nicht vollständig ausgeführte Buch enthält die Aufzeichnungen des Rarus über Caesars Rückkehr aus Spanien und dessen anschließende Bewerbung um das Konsulat. Caesar hat in Spanien beachtliche Erfolge erzielt, vor allem finanzieller Natur. Um seiner Wahl zum Konsul möglichst große Erfolgschancen zu garantieren, plant er einen Triumphzug als Wahlwerbung. Da sich aber die hohen finanziellen Kosten des Triumphzuges nicht aus den spanischen Einkünften begleichen lassen, wird Caesar folglich durch Verwicklungen mit den römischen Bankiers (auf deren Geld Caesar für die Ausführung des Triumphzuges angewiesen ist) in Spanien aufgehalten. Er kann so nicht mehr vor der Zeit zur Konsulatsbewerbung nach Rom kommen, in der er die Stadt noch vor dem Triumphzug betreten darf. Deshalb entschließt er sich, auf den Triumphzug zu verzichten, was für ihn wiederum hohe finanzielle Verluste zur Folge hat (da er bereits große Geldsummen auf die Vorbereitung des Triumphes verwandt hat). Geschickt und opportunistisch kalkulierend nutzt er aber die mittlerweile aufgekommene Stimmung des Volkes gegen Kriege und Eroberungen und stellt sich, im Gegensatz zu seinem ursprünglichen Plan (für den der Triumphzug erforderlich gewesen wäre), statt als Feldherr, als Friedensbringer dar. Hier endet das vierte Buch.

### Die inhaltliche Konzeption der letzten drei Bücher
Das eigentliche Thema des vierten Buches sollte in dem 1. Triumvirat bestehen, daher auch der Titel „Das dreiköpfige Ungeheuer“. Aus Brechts Aufzeichnungen geht hervor, dass der Schwerpunkt in der inhaltlichen Konzeption auch weiterhin auf Caesars „finanziellen“ Motivationen begründet liegt (S. 349, Z. 11–12): Die Lösung der Bodenfrage durch die Lex Julia wird „entlarvt“ als „eine gigantische Grundstücksspekulation des historischen Triumvirats“ (S. 349, Z. 17–18), wobei Caesar sich trotz „Amtsmissbrauch“ wachsenden Schulden gegenübersieht. Weiterhin soll der „wahre Wert“ politischer Legalität innerhalb des römischen Staates dadurch entlarvt werden, dass Caesars Handlungen weitgehend als legal anerkannt werden (S. 349, Z. 37–38).
Die weitere Handlung beschreibt die Gründung der „Gallischen Handelsgesellschaft“ und die Flucht Caesars vor Anklagen (nach dem Ende des Konsulats) in die gallische Provinz. Die privaten Liebschaften des Rarus werden ebenfalls weitergesponnen, wobei die Schicksale seiner beiden neuen Geliebten stellvertretend für das römische Volk konzipiert sind (S. 350, Z. 31–33). Der Gallische Krieg bildet den Inhalt des fünften Buches, das nach Brecht als das „idyllischste“ der sechs Bücher konzipiert ist (S. 351, Z. 26–27). Näher behandelt werden auch hier Caesars ökonomische Umtriebe: So versucht er bewusst, das Ende des Krieges hinauszuzögern, um größtmöglichen Profit aus seiner Statthalterschaft in Gallien zu ziehen. Die Aufzeichnungen Brechts zum Inhalt enden mit der Beschreibung von Caesars Überschreitung des Rubikons und seiner Rückkehr nach Rom sowie einem Ausblick auf die düstere Zukunft des römischen Staates.

## Figuren des Romans

### Figuren der Rahmenhandlung
Bei den Figuren der Rahmenhandlung handelt es sich in allen Teilen um von Brecht erdachte, nicht reale Charaktere, die jeweils unterschiedlichen Zwecken innerhalb der Romankonzeption dienen. Sie lassen sich auf keine historischen Personen zurückführen.

#### Der Ich-Erzähler
Der junge, namenlose Anwalt, der es sich zur Aufgabe erkoren hat, eine Biografie über den großen Politiker Gaius Iulius Caesar zu schreiben, stellt für die Rahmenerzählung die zentrale Vermittlungsinstanz zwischen den Ereignissen und dem Leser dar. Bereits ganz zu Beginn des Romans deutet sich die Absicht an, die der Ich-Erzähler mit seiner Biografie verfolgt, nämlich die Entschleierung der Caesarlegende und die Aufdeckung der wahren Beweggründe der Handlungen des Staatsmannes Caesar („Da war die Legende, die alles vernebelte. Er hatte sogar Bücher geschrieben, um uns zu täuschen. […] Vor die Erkenntnis der wahren Beweggründe ihrer Taten haben die großen Männer den Schweiß gesetzt.“, S. 167, Z. 19–23). Der Ich-Erzähler ist sich eines bedenklichen Wahrheitsgehalts der Berichte von und über Caesar bewusst. Dennoch ist er zunächst von der ruhmvollen Vergangenheit des Politikers überzeugt, den er als sein Idol betrachtet (S. 171, Z. 32). Besondere Empörung ruft bei ihm deshalb die gleichgültige und schamlose Darstellung Caesars von Seiten Spicers hervor (S. 178, Z. 31–35). Später zeigt der Ich-Erzähler neben Ärger auch Gleichgültigkeit gegenüber den aus seiner Sicht pejorativen Äußerungen Spicers (S. 187, Z. 17–19). Die Einstellung des Ich-Erzählers zu Caesars Person bzw. zu den Ausführungen Spicers ist allerdings einem Sinneswandel unterworfen. Vollständig ausgeführt allerdings ist lediglich der wachsende Zweifel des Ich-Erzählers an der Caesargestalt sowie seinem eigenen biografischen Vorhaben (S. 320, Z. 23). Durch die Perspektive des Ich-Erzählers und die Subjektivität seiner Darstellung ist dem Leser die Identifikation mit dem jungen Anwalt unvermeidbar. Der besagte langsame Sinneswandel des Ich-Erzählers ist von Brecht so konzipiert, dass er sich eins zu eins auf den Leser übertragen lässt und zur „Entschleierung“ der Caesarlegende beiträgt.

#### Mummlius Spicer
Ebenso wie auch die übrigen Charaktere der Rahmenhandlung wird Mummlius Spicer durch die Eindrücke und Vermutungen des Ich-Erzählers charakterisiert. Spicer, ehemals Gläubiger und Bankier Caesars, hat offensichtlich von Caesars Geschäften profitiert: Er besitzt ein reiches, von Sklaven bewirtschaftetes Landgut mit Oliven- und Weinanbau sowie eine schlichte, ländliche Villa mit einer Bibliothek (S. 167–168). Äußerlich wird Spicer als groß, knochig und mit vornüber gebeugtem Körper beschrieben; die Handhabung der Empfehlungsschreiben, die der Ich-Erzähler ihm vorweist, verweisen auf Spicers Beruf (er geht die Empfehlungspapiere des Anwalts sehr genau durch, S. 167, Z. 35–38).
Der Erzähler spricht darüber hinaus oft von Spicer als „dem Alten“. Dieses Attribut verleiht Spicer eine gewisse Autorität in Hinblick auf seine Lebenserfahrung; der Ich-Erzähler betont außerdem die Bescheidenheit Spicers (S. 167 Z. 25–29). Dagegen sind die Berichte Spicers wiederum von einer Mischung aus Gleichgültigkeit und Allwissenheit geprägt: Der Ich-Erzähler berichtet von der scheinbaren Trägheit des Bankiers, die dieser beim Erzählen an den Tag legt (S. 180, Z. 3–14). Dennoch durchschaut Spicer zugleich die Beweggründe der Taten Caesars und der City auf bemerkenswerte Weise (z. B. S. 186, Z. 38 bis S. 187, Z. 7).
Die Bedeutung Spicers für und innerhalb der Konzeption des Romans wird bei näherer Betrachtung seiner Einstellung zur Geschichtsschreibung deutlich: Spicer selbst äußert sich an mehreren Stellen abwertend über die römischen Historiker (S. 169, Z. 25–26, S. 172, Z. 15–17). Spicer wird für Brecht somit zum „Sprachrohr“, durch das er eine grundlegende Kritik an der bisherigen Geschichtsschreibung (bzgl. Caesars) äußern kann.

#### Übrige Personen
Innerhalb der Rahmenerzählung begegnen dem Ich-Erzähler drei weitere, knapp umrissene Personen, die alle ihrerseits eigene Meinungen zu Caesar vorbringen. Zunächst trifft er einen alten Legionär, der in einer Hütte zusammen mit einem Sklaven lebt; seinen Lebensunterhalt verdient er mit einem kleinen Olivenbetrieb und gelegentlichem Fischen. Viel erfährt der Anwalt nicht von dem Veteranen (S. 189, Z. 10, Z. 26–27). Auch für seine Meinung bzgl. der Beliebtheit Caesars bei den einfachen Soldaten erhält der Erzähler keine befriedigende Antwort (S. 189, Z. 30–36). Die weiteren Ausführungen des Legionärs bzgl. seines Schicksals als Soldat im Bürgerkrieg lassen ihn als einen typischen Vertreter der unteren Volksschichten erscheinen, denen nur die Alternative zwischen einem Leben als Soldat oder dem Leben als Bauer auf einem Stück Land offensteht, das für Ackerbau prinzipiell zu klein erscheint. In Brechts Konzeption personifiziert der Legionär somit das vom Kapitalismus „ausgebeutete“ einfache Volk.
Die beiden anderen Personen, die dem Ich-Erzähler im weiteren Verlauf der Rahmenhandlung begegnen, sind der Anwalt Afranius Carbo und der Dichter Vastius Alder, beides wohlhabende und erfolgreiche Männer des römischen Staates. Carbo erfreut den Ich-Erzähler zunächst mit Schmeicheleien und Lob bezüglich seines Plans, eine Caesarbiografie zu verfassen (S. 192, Z. 8–14). Diese Freude wandelt sich aber bald in Enttäuschung über die offenbar „oberflächliche“ und „anfechtbare“ Darstellungsweise der Person Caesars durch Carbo (S. 193, Z. 3–4). Bald aber offenbart sich dann die heuchlerische Art Carbos (S. 195, Z. 37 bis S. 196, Z. 3).
Ganz ähnlich verhält es sich bei Alder: Sein Äußeres beschreibt der Erzähler wie das einer Mumie (S. 303, Z. 11–14) und seinen militärischen Ruhm relativiert er ebenso wie seine dichterischen Leistungen (S. 303, Z. 14–23). Die abschätzigen Bemerkungen Spicers bezüglich des Dichters tun ihr Übriges (S. 306, Z. 31–35; S. 307, Z. 14–20). Insgesamt ergänzen die übrigen Figuren der Rahmenerzählung die Funktion Spicers: Obwohl der Ich-Erzähler ihren eigenen Äußerungen abwertend gegenübersteht, sind sie doch Stellvertreter bestimmter Personengruppen, die jede auf ihre Art die negativen Seiten der Geschichte Caesars verdeutlichen, der Legionär als „Ausgebeuteter“, Carbo und Alder als „Ausbeuter“.

### Figuren der Haupthandlung
Im Gegensatz zur Rahmenhandlung basieren die Charaktere der Haupthandlung auf real existierenden, historischen Persönlichkeiten, abgesehen von Alexander, Crassus’ Bibliothekar, und Rarus sowie seinen Geliebten Caebio und Glaucos. Die tatsächlichen Eigenschaften der historischen Figuren sind allerdings im Sinne des brechtschen Geltungsanspruch mehr oder minder stark modifiziert. Daher bietet ihre Darstellung keine „Dokumentation“ der realen historischen Akteure.

#### Rarus
Die Figur des Rarus, Caesars Sklave und Sekretär, bildet die Erzählinstanz der Haupthandlung: Seine Tagebuchaufzeichnungen entsprechen dem Text des zweiten und in Teilen des dritten und vierten Buches des Romans; neben Spicer übernimmt folglich Rarus im Wesentlichen die Charakterisierung Caesars. Innerhalb der ausgearbeiteten Teile des Romans wird Rarus selbst einerseits durch Spicer charakterisiert, dessen Äußerungen ohne Kommentar oder Bewertung vom Erzähler wiedergegeben werden. Andererseits erfährt der Leser einiges über Rarus durch dessen eigene Äußerungen in seinen Tagebuchaufzeichnungen.
Rarus wird unter anderem durch Spicers Äußerungen gegenüber dem Ich-Erzähler charakterisiert: Spicer gibt zu verstehen, dass Rarus hauptsächlich die „geschäftliche Seite“ der Biografie Caesars dokumentiere und die Berichte nicht ohne Erläuterungen zu gebrauchen seien (S. 169, Z. 19–20, Z. 24–25). Diese Äußerungen Spicers über Rarus verdeutlichen bereits in der Rahmenhandlung (und erfahren Bestätigung in Rarus’ Aufzeichnungen), dass Rarus die Handlungsweisen Caesars, der City und des Senats erst versteht, als Caesar ihm sie selbst erklärt (S. 284, Z. 11–13). Die zweite Charaktereigenschaft, auf die in den Ausführungen Spicers angespielt wird, ist Rarus Sinn für private Angelegenheiten: Neben Caesars „Frauengeschichten“ räumt er vor allem seiner Beziehung mit Caebio großen Raum in seinen Aufzeichnungen ein, was zugleich Rarus’ Sensibilität als auch eine gewisse Naivität seinerseits offenbart (besonders bei der Suche nach Caebio auf dem Schlachtfeld von Pistoria). Rarus’ fehlender Realitätssinn ergänzt sich mit seinem ausbleibenden Verständnis für Caesars Strategien und Geschäfte. Rarus selbst scheint sich dieser seiner Charaktereigenschaften nicht bewusst zu sein, glaubt er sich doch anderen Sklaven und vor allem den Klienten Caesars überlegen (S. 202, Z. 25–30).
Gerade das Zusammenwirken dieser drei zentralen Eigenschaften des Rarus erklärt dessen Bedeutung für den Roman: Nicht nur wird der Leser durch die inhaltliche Komplexität der Tagebuchaufzeichnungen zum konzentrierten Verfolgen der Handlung gezwungen; auch mit der naiven und teils gar ignoranten, wirklichkeitsfremden Haltung des Rarus gelingt es Brecht, eine Gruppe der Gesellschaft darzustellen, die die Not der unteren Bevölkerungsschichten nicht nachvollziehen kann.

#### Gaius Julius Caesar

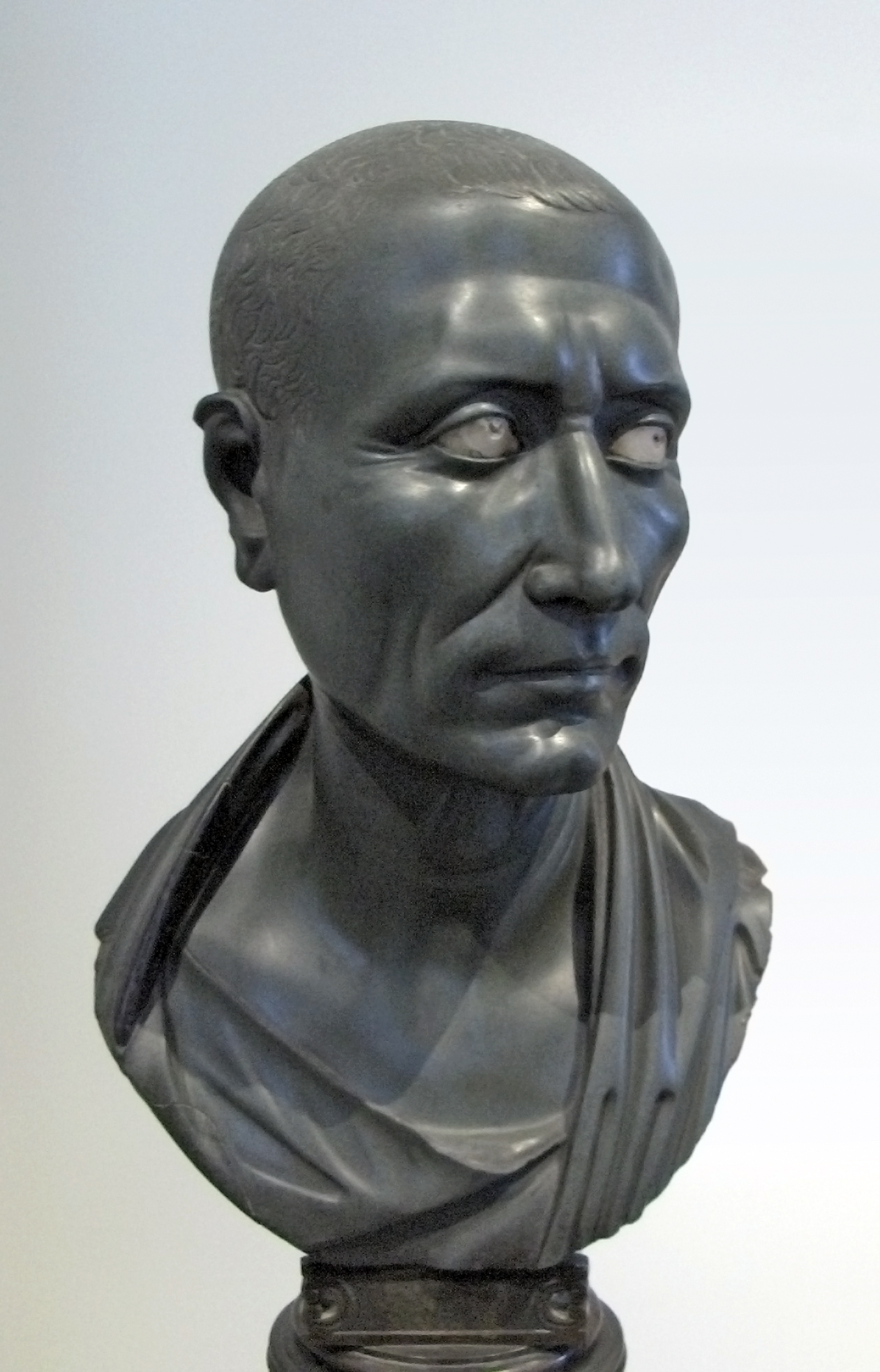
Gaius Iulius Caesar, Büste (sogenannter „Grüner Caesar“, Antikensammlung im Alten Museum Berlin)

Die Hauptfigur in Die Geschäfte des Herrn Julius Caesar, Gaius Iulius Caesar selbst, tritt nie persönlich innerhalb des Romans in Erscheinung: Stets wird er indirekt charakterisiert, entweder durch die Gesprächspartner des Ich-Erzählers in der Rahmenhandlung oder durch Rarus’ Tagebuchaufzeichnungen (Beschreibungen der Geschäfte Caesars, Wiedergabe von Dialogen, Reden etc.). Caesar wird also zum Objekt der Darstellungen mehrerer Erzähler, die ihren Berichten jeweils unterschiedliche subjektive Prägungen geben.
Der Schwerpunkt der Romanhandlung wird von vornherein durch die Wahl der Erzähler auf Caesars finanziellen Geschäfte festgelegt, Rarus als Sekretär Caesars, Spicer als Bankier des Politikers. So nehmen auch Caesars Finanzen und seine geschäftlichen Kalkulationen einen zentralen Raum innerhalb der Charakterisierung seiner Person ein. Caesars chronische Schuldenlast ist ein immer wiederkehrendes Motiv des Romans. Der anfänglich beschriebene „sorglose Umgang“ mit Geld wird fast zur Verschwendungssucht gesteigert (S. 201, Z. 11–23, S. 252, Z. 4–5). Allerdings handelt Caesar bei allen geschäftlichen Unternehmungen, ungeachtet ihres jeweiligen Erfolges, berechnend und gelassen (S. 286, Z. 1–4). Besonders beispielhaft erweist sich in dieser Hinsicht auch Caesars „Komödie“ im Senat (S. 289, Z. 7 bis S. 299, Z. 3). Die Politik ist für Caesar folglich insgesamt nur Mittel zum Zweck, um seine Schulden und seinen aufwändigen Lebensstil zu finanzieren.
Caesars Verhältnis zu Crassus beruht wiederum unmittelbar auf Caesars geschäftlichen und politischen Kalkulationen, wobei Crassus von Caesar instrumentalisiert wird. In der engen Verknüpfung von Finanzen und politischem Kalkül erscheinen die chronischen Schulden Caesars als bewusste Strategie (S. 307, Z. 35–38, S. 308, Z. 4–14). Für Caesar sind also die Schulden Mittel zum Zweck, das heißt Instrument des politischen Aufstiegs. Diese Schuldenstrategie erscheint als ein Element von Caesars Opportunismus, der ebenfalls seiner politischen Kalkulation entspringt: Solange ihm der politische Erfolg garantiert bleibt, verhält er sich der politischen Richtung gegenüber gleichgültig. Er ändert seine Haltung stets nach der Seite des (vermeintlichen) Siegers, mal unterstützt er die City, mal Catilina, mal das Volk, letztlich agiert er aber immer zugunsten seiner eigenen Ziele, in denen die Politik als „Objekt“ finanzieller Interessen erscheint.
Weiterhin bedeutsam für eine Charakterisierung Caesars erscheint sein Verhältnis zur City und zum Volk (S. 173, Z. 7, S. 343, Z. 10–11, S. 342, Z. 21–35). Die Einstellung des Volkes zu Caesar ist insofern interessant, als sie teils als Glorifizierung, teils als Verunglimpfung Caesars in gewissem Kontrast zu Rarus’ Caesarbild steht; somit bildet sie eine wichtige weitere Ebene der Caesardarstellung im Roman. Durch Unmut und Wankelmut bleibt das Volk demnach ein unförmiger Mob, der sich leicht durch geschickte Demagogie verführen lässt. Caesar selbst bemüht sich schließlich besonders vor den Konsulatswahlen um die Gunst des Volkes, macht Zugeständnisse (S. 293, Z. 3–9) und veranstaltet Spiele, ohne allerdings wirkliches Interesse für die Nöte des Volkes zu hegen. Ähnlich ambivalent gibt sich Caesars Verhältnis zur City: Caesar blieb zunächst lediglich ein „Handlanger“ der City (S. 177–178), später hingegen löst er sich aus seinen Bindungen und macht auch die City in Teilen zu einem Machtinstrument. Es erweist sich für den Leser im fortschreitenden Romanverlauf kaum noch als differenzierbar, wer wen instrumentalisiert und wer wessen „Spielball“ bleibt. Erst bei der allgemeinen Aufklärung der Geschehnisse durch Rarus am Ende des zweiten Buches verdeutlicht sich die Überlegenheit Caesars (S. 284–287).
Immer dann, wenn Caesar sich in eine Lage gebracht sieht, die es nötig macht, sich eine Weile aus der Öffentlichkeit zurückzuziehen, begibt er sich auf eine ausgiebigere Reise: Nach seinem Scheitern als Anwalt in seinen jüngeren Jahren begibt er sich bekanntlich nach Rhodos; als Caesar wegen der Umtriebe Catilinas und seiner Beteiligungen daran in politische und auch finanzielle Bedrängnis gerät, zieht er sich in seine Statthalterschaft nach Spanien zurück (S. 310–313). So hängen auch diese „Fluchten“ Caesars unmittelbar mit seinen politischen und finanziellen Planungen und Berechnungen zusammen.
Das Fazit, welches Rarus zwischenzeitlich über Caesars politische Fähigkeiten zieht (S. 286, Z. 35 bis S. 287, Z. 4), ist nach Ansicht Spicers zu pessimistisch (S. 307, Z. 25–28). Hans Dahlke ordnet Caesar in einer Reihe mit den „Brecht-Gestalten“ Mackie Messer und Arturo Ui ein und belegt den thematischen Zusammenhang des Caesarromans mit der Dreigroschenoper. Die Darstellung der Caesarfigur beschreibe, so Dahlke, bei Brecht ein „beispielhaftes Gangstertum“. Aus der Darstellung Caesars als „Verbrecherfigur“ (u. a. S. 342, Z. 4–5), ergibt sich notwendig die Vielschichtigkeit der Caesarfigur. Das „Gangstertum“ Caesars ist verbunden mit seiner Gerissenheit, die dadurch verstärkt wird, dass Rarus nicht immer die Vorhaben des Politikers durchschaut und auch dem Leser erst spät die ganze Raffinesse der mit Demagogie und finanziellem Kalkül verbundenen politischen Agitation Caesars offenbar wird.

#### City und Senat
Der Machtkampf zwischen City und Senat, der vornehmlich in ökonomischen Interessenkonflikten begründet liegt, bildet eine zentrale Thematik des brechtschen Caesarromans. Die sogenannte „City“ setzt sich aus den reichen Bankiers und Kaufleuten Roms zusammen und wird als „demokratisch“ charakterisiert. Die „City“ repräsentiert eine Rolle innerhalb des Romans, die die Unfähigkeit der reichen Handwerksschicht, selber gegen die Bedrohung der Republik einzuschreiten, verdeutlicht: Hier wechseln sich Unentschiedenheit mit Profitgier und Feigheit ab. Die City ist sich zwar eher der Gefahr durch Catilina bewusst als beispielsweise das römische Volk, erweist sich aber in den entscheidenden Situationen als handlungsunfähig. Die fehlende Führung innerhalb der City lässt sie letztlich in ihrer inneren Zersplitterung den Machtkampf mit dem Senat verlieren (soweit es aus dem von Brecht ausgeführten Teil des Romans entnehmbar ist).
Der ökonomische und auch politische Konkurrent der City personifiziert sich in den Großgrundbesitzern, die auf dreihundert patrizische Familien verbreitet seit den Anfängen der Republik die politische Macht unter sich aufteilen, vornehmlich in Form von Magistraturen und Sitzen im Senat. Obwohl der Senat Teil einer (scheinbar) demokratischen Republik ist, interessiert er sich nur für die Erhaltung seiner eigenen Macht, die mit dem Erhalt der Republik einhergeht. So ist auch die Niederschlagung und Vernichtung Catilinas durch den Senat Produkt dieser übergeordneten wirtschafts- und machtpolitischen Interessen. Dem Senat ist aber offenbar genau so wenig wie der Bevölkerung die Gefährdung der Republik und seiner eigenen Machtposition bewusst. Für Brecht bietet sich also schließlich über die Charakterisierung des Senats die Möglichkeit, die tatsächliche brüchige Struktur einer Republik darzustellen, die nur mehr oder minder von einem Tag zum nächsten am Leben erhalten wird, ohne dass dem Gros der Bevölkerung und auch den Machthabern bewusst zu sein scheint, wie nahe der „Untergang“ des republikanischen Systems bevorsteht.

#### Übrige Personen
In der Haupthandlung des Romans werden noch einige weitere historische Personen beschrieben, so etwa Gnaeus Pompeius Magnus, Marcus Licinius Crassus, Marcus Tullius Cicero und Lucius Sergius Catilina. Allen diesen Figuren ist gemein, dass sie auf ihre Weise im politischen Prozess scheitern und Objekte des Machtkampfes innerhalb der Republik werden. Dabei stilisiert Brecht sie teilweise auch zu bloßen Machtinstrumenten Caesars, des Senats oder der City herab. Pompeius erscheint von vornherein als unpopulär und vor allem unentschieden und wie bei Caesar sind auch bei Pompeius die Beweggründe seiner politischen Handlungen immer wieder finanzieller Natur. Allerdings gibt sich Pompeius nicht so geschickt wie Caesar, weshalb er schließlich politisch scheitern muss. Pompeius ist nach dem Konzept Brechts letztlich nur ein Wegbereiter für Caesar; er beginnt schließlich den Ruin Roms und Italiens mit dem Krieg in Kleinasien, Caesar vollendet ihn mit dem Gallischen Krieg (S. 352, Z. 6–10).
Der in Rarus’ Aufzeichnungen erwähnte Crassus repräsentiert den historischen Marcus Licinius Crassus, der unter seinen Zeitgenossen für großen Reichtum bekannt war und sich am ersten Triumvirat beteiligte. Bei Rarus wird Crassus vornehmlich als Partner und Geldgeber Caesars beschrieben. Crassus repräsentiert beinahe stereotyp den Charakter des reichen Immobilienbesitzers und Geschäftsmannes, der schwitzend vor Hitze und barocker Leibesfülle frei von Menschlichkeit und Verständnis den Kopf schüttelt über die Klagen der Armen und der den eigenen Intellekt an seine Grenzen führt bei dem Versuch, neue und schnelle Methoden der Geldanhäufung zu erdenken. Ähnlich wie Rarus stellt auch Crassus demnach einen Vertreter jener Gesellschaftsgruppe dar, der das Einfühlungsvermögen für die Nöte unterer sozialer Schichten fern liegt.
Catilina personifiziert die Diktatur und den Umsturz der republikanischen Ordnung. Catilina gibt sich gleich zu Beginn in Rarus’ Aufzeichnungen als Mann des Volkes. Allerdings ist er weder der Popular, der er zu sein vorgibt, noch versteht er es wie Caesar mit geschickten Kalkulationen nicht nur die Volksunruhen, sondern auch und vor allem die Differenzen zwischen City und Senat auszunutzen. Catilina plant im Gegensatz zu Caesar sein Vorhaben weniger pragmatisch und zukunftsbezogen, weshalb seine Umsturzbestrebungen abschließend scheitern. Dass Catilina zwar scheitert, die von ihm ausgegangene Gefahr jedoch nach seinem Tod von vielen Seiten falsch eingeschätzt wird, verdeutlicht die unsichere Position der Republik. Das Bewusstsein für diese Unsicherheit ist offenbar nur bei Cicero vorhanden, der ständig und teils hysterisch vor Catilina warnt. Man verlässt sich größtenteils auf den Konsul, das Volk wählt demokratisch und nach dem Sturz Catilinas wähnt man die Republik in Sicherheit. Von einer Diktatur Caesars wird zu diesem Zeitpunkt noch längst nicht gesprochen.
In Rarus’ Aufzeichnungen erscheint der Konsul Cicero für das römische Volk als die Inkarnation der Republik und der Demokratie: Man versteht ihn als Gegenpol zu Catilina, in der Überzeugung, dass es keine Diktatur geben könne, „weder von rechts noch von links“, solange Ciceros Macht in Rom ungeschmälert bleibe (S. 213, Z. 25–29). Ciceros Vorgehen gegen Catilina bestärkt seine Charakterisierung als eines Politikers, der über alles bestrebt ist, einen möglichen Untergang der Republik durch die Umtriebe Catilinas zu verhindern. Zum einen ist Cicero der „Schutzherr“ der republikanisch-demokratischen Ordnung Roms; unantastbar und zielstrebig sorgt er für das Wohl der Republik. Zum anderen aber zeigt sich in Rarus’ Aufzeichnungen der „wahre“ Charakter Ciceros. Er mag zwar die Republik verteidigen; dass sein nervöser „Aktionismus“ gegen Catilina in Brechts Darstellung lediglich Auswuchs seiner Feigheit und damit vermutlich politischer Versagensängste zu sein scheint, gibt Ciceros Figur aber letztlich der Lächerlichkeit preis. Cicero gelingt es zwar, mit hohem Kraftaufwand seinerseits den Umsturz Catilinas zu verhindern; Caesar aber, den Brecht seinen Aufzeichnungen zufolge als den eigentlichen Ruin der Republik Roms konzipiert hatte, entwindet sich geschickt einer möglichen Strafverfolgung, womit die Rettung der Republik auf lange Sicht gescheitert ist.

## Die Sprache des Romans
Der Sprachduktus des Romans ist in seiner Gesamtheit situationsgebunden. Zunächst einmal unterscheidet sich vor allem die Wortwahl je nach Geschehen und Romanfigur. Die Sprache des Erzählers gestaltet sich sehr wortreich und präzise. Seine Berichte enthalten häufig Landschaftsbeschreibungen, insbesondere der Güter Spicers. Das von Seiten des Erzählers benutzte Vokabular ist weitgehend frei von umgangssprachlichen Ausdrücken und darüber hinaus geprägt von zahlreichen termini technici, die den jungen Anwalt gebildet erscheinen lassen (S. 191, Z. 35–40).
Rarus’ Sprache hingegen ist geprägt von einigen umgangssprachlichen Ausdrücken und unterscheidet sich auch ansonsten vom Niveau des Ich-Erzählers: Parataxe wechselt sich mit hypotaktischen Satzkonstruktionen (häufig Aneinanderreihungen) ab, die von Fachtermini geprägt sind, welche sich aber auf den ökonomischen Bereich beschränken. Allerdings ist die Satzstruktur in den Tagebuchaufzeichnungen bei hypotaktischen Sätzen insofern verhältnismäßig einfach gehalten, als Rarus auch diese Sätze stets direkt und häufig ohne Konjunktionen mit dem Subjekt des Hauptsatzes einleitet. (S. 339, Z. 12–16). Dass die von Rarus benutzten Fremdwörter sich vornehmlich auf den ökonomischen Bereich beschränken, unterstreicht seine Charakterisierung als Caesars Sekretär, der zwar mit den finanziellen Unternehmungen des späteren Diktators vertraut ist, darüber hinaus aber kein Verständnis für die Hintergründe jener Geschäfte zeigt.
Typisch für Rarus’ Artikulation sind auch die Bezeichnungen führender Politiker und Geschäftsleute nach deren Charakter: Von Crassus wird beispielsweise des Öfteren als dem „Schwamm“ gesprochen (S. 209, Z. 11), der ehemalige Konsul Lentulus wird als die „Wade“ bezeichnet (S. 239, Z. 25–33). Daneben legt Rarus in seiner Darstellung auch besonderen Wert auf die Beschreibung sowohl der äußeren Erscheinung einzelner Personen als auch deren Gewohnheiten und privater Beziehungen. Für den Roman ist die hierdurch erzeugte Subjektivität der Darstellung entscheidend: Einerseits wird eine besondere Anteilnahme des Lesers am Geschehen durch die lebendige Erzählweise ermöglicht und somit auch die Glaubhaftigkeit der Tagebuchaufzeichnungen gesteigert. Daneben bedingt der Tagebuchcharakter bei Rarus eine besondere Schamlosigkeit der Darstellung, die wiederum ihrerseits letztlich Rarus’ Glaubwürdigkeit zuträglich ist.
Insgesamt ist der Roman schließlich geprägt von allgemeinen Begrifflichkeiten aus der modernen Sprache wie „Trust“, „City“, „demokratisch“ oder „Sturmrotten“. Die Funktion dieser Anachronismen erweist sich als nicht ganz eindeutig. Brecht wollte zwar keine Analogie zu den Entwicklungen der Weimarer Republik schreiben, der Roman beinhaltet aber bewusste oder unbewusste zeitgeschichtliche Anspielungen (S. 515). Da die Entlarvung der Caesarlegende und damit des Diktatorenbildes allgemein (S. 171, Z. 26–28) mit dem Anspruch verknüpft ist, die zeitgeschichtlichen Geschehnisse zu erklären, ist man trotz der Einschränkung von Brechts Seite gezwungen, ihm eine gewisse Analogiebildung zu unterstellen; ein anderer Erklärungsansatz für die sprachlichen Anachronismen lässt sich in der Sekundärliteratur nicht finden.

## Interpretation

### Leitmotive
Der gesamte Roman Brechts beinhaltet mehrere spezifische Leitmotive, die in ihrer Gesamtheit von zentraler Bedeutung für den Geltungsanspruch des Werkes sind. Diese Leitmotive besitzen ihre Basis einerseits in der sozialistischen Haltung Brechts, andererseits in den in seinen Schriften allgemein vorhandenen literarischen Grundkonzeptionen; erstere ist vornehmlich auf der inhaltlichen Ebene ausgeprägt, letztere auf der strukturell-kompositorischen.

#### Die „Herrschaft des Monopolkapitals“
Die Herrschaft des Monopolkapitals stellt den zentralen Zankapfel in der Auseinandersetzung zwischen City und Senat dar. Der Inhalt dieser Auseinandersetzung ist der Kampf „zweier Fraktionen der herrschenden Klasse über die beste Methode der Ausbeutung“ des Ostens, das heißt der dortigen neuen römischen Provinzen; die Motive des Senats und der City unterscheiden sich dabei nach ihren jeweiligen ökonomischen Interessen. Der Senat besitzt seit der Vertreibung des letzten römischen Königs eine beinahe unangefochtene Macht in Rom, befindet sich also im Kampf mit der City in einer verteidigenden Position, während die City den Angreifer jener Macht darstellt. Das einfache Volk bleibt von den Auseinandersetzungen ausgeschlossen: Obwohl die City so tut, als unterstütze sie das Volk und wolle ihm zu seinem Recht verhelfen, handelt sie dennoch nur im eigenen (hauptsächlich finanziellen) Interesse und ist bereit, dafür das Volk zu verraten. Die „herrschenden Klassen“ sind also in der Romankonzeption Brechts die City und der Senat, die beide als rivalisierende Gruppen der Bourgeoisie zu bezeichnen sind.

#### Verbrechen und Macht
An der Figur Caesars, verdeutlicht sich die Verbindung von Verbrechen und Macht. Die Ambivalenz Caesars und sein Opportunismus bedeuten die zentralen Elemente des „Gangstertums“ in Die Geschäfte des Herrn Julius Caesar. Die Gerissenheit, die Caesar hierbei an den Tag legt, stellt dabei die Basis seines Verbrechertums dar, das in der systematischen Instrumentalisierung des römischen Volkes besteht: Brecht zeigt, wie „die herrschende Klasse sich bei ihrem Bestreben, die Macht auszuüben, der vielfältigsten kriminellen Delikte schuldig“ macht; diese Verbrechen bestehen neben Verrat am Volk und Krieg gegen andere Völker auch in Erpressung, Mord und Hochverrat. Die „Enthüllung des Verbrechens“ als zentrales Motiv in Brechts Roman ist ein wesentliches Element der satirischen Wirkung des Werkes. Das Verbrechen ist letztlich eine „von der Hochfinanz angestiftete und bezahlte politische Unternehmung“.
Verbrechen und Macht bedingen sich so letztlich gegenseitig: Das Verbrechen wird ausgeübt von Inhabern der Macht, die Macht aber erhält und vermehrt sich durch Verbrechen; das Verbrechen wird dabei von der herrschenden Klasse auf dem Rücken der beherrschten Klasse ausgetragen.

#### Geld und Ökonomie
Der ökonomische Aspekt spielt eine zentrale Rolle im brechtschen Roman; die Charakterisierung Caesars und die Entlarvung seiner Gestalt erfolgt hauptsächlich über Caesars „Geschäfte“. Gleichzeitig bildet der stetig fortschreitende wirtschaftliche Ruin Roms die Basis für Caesars politischen Aufstieg; Geld und wirtschaftliche Kalkulation bleiben dabei vorausgesetzt. Die Wirtschaft der Republik erscheint aus mehreren Gründen desolat: Zunächst basiert der ökonomische Erfolg in der Landwirtschaft auf einer breit ausgebauten Sklavenwirtschaft; wer sich keine Sklaven leisten kann, bleibt in der Landwirtschaft auf Kleinanbau beschränkt. Die Sklavenwirtschaft steht aber gleichzeitig in Konkurrenz zu der ärmeren Handwerksschicht in der Stadt, die ihre Existenz durch die Sklaven als billige Arbeitskräften gefährdet sieht. So bedeutet gerade der Krieg in Kleinasien eine Belastung, da der Markt durch die Eroberungsstrategie des Senats mit neuen Sklaven überschwemmt wird (S. 185–186).
Durch den Bevölkerungsanstieg und die hohe Arbeitslosigkeit herrscht ein großer Mangel an Getreide, was zu einer Steigerung der Kornpreise und der Armut im Volk führt. Ein weiteres Problem liegt dabei in der Lösung der Bodenfrage, die eine Neuverteilung von Land als Ackerboden an die ärmeren, vom Krieg geschädigten Bauern und auch Veteranen garantieren soll; der Senat (als Repräsentant der Großgrundbesitzer) widersetzt sich hier den Forderungen des Volkes. Die zunehmende Verelendung und der ökonomische Ruin setzen sich fort in einer sich stetig steigernden Inflation, deren Auswirkungen sich in dem Sturm auf die Wechselstuben widerspiegeln (S. 242, Z. 33). Schließlich kommt es zu Aktienstürzen und zum Börsenkrach, der Ruin der römischen Wirtschaft befindet sich auf einem ersten Höhepunkt (S. 283, S. 286). Caesars politischer Aufstieg beruht schließlich auf der direkten Verbindung von Geld und Ökonomie: Caesar selbst nämlich bleibt stets Teil der „verbrecherischen herrschenden Klasse“, auch wenn seinen Geschäften nicht immer Erfolg beschieden scheint und sich seine Schulden vermehren. Die stete Ignoranz des Senats und der City in Bezug auf das zunehmende Elend der römischen Unterschicht sowie die Profitgier der herrschenden Klassen erhebt sich so zu einem zentralen Motiv in Brechts Roman. Die „Herrschaft des Monopolkapitals“ (das heißt der Großgrundbesitzer im Senat sowie der City, siehe oben) in Verbindung mit der „Ausbeutung“ der armen Bevölkerungsgruppen lässt sich als Analogiebildung zur Unterdrückung der Arbeiterklasse im Kapitalismus betrachten; die Sklaverei ist dabei für die Großgrundbesitzer Mittel zum Zweck, das heißt neben einer rücksichtslosen Eroberungsstrategie im Krieg Garantie für größtmöglichen Profit. Caesar letztlich stellt sich so in den Dienst der ökonomischen Profitgier von City und Senat, die ihn mit ihrem „ergaunerten“ Geld dafür bezahlen.

#### „Demokratie“ – Herrschaft des Volkes?
Die „Demokratie“ der römischen Republik ist einer eindeutigen Relativität unterworfen: Durch die Intrigen und die verbrecherische Ausbeutung des Volkes durch Senat und City wird die reale Machtposition der Plebs allgemein infrage gestellt. Darüber hinaus ist die Machtverteilung im Senat durch die „Vetternwirtschaft“ der Adelsfamilien ebenfalls ein Zeichen für die „Aushöhlung“ der Demokratie, was durch die Machtposition des Senats verstärkt wird. Demgegenüber herrscht im Volk offensichtlich keine besondere Hochschätzung der Demokratie: Die Interessen des Volkes beständen in Arbeit, Lebensunterhalt, Wohnung und Familie (S. 232, Z. 25–27). Das Elend des Volkes erscheint als so groß, dass es sich die (wenn auch geringe) Macht abkaufen lässt. Die Demokratie Roms erscheint bei Brecht folglich als ausgehöhlte Scheindemokratie, die sich wie ein (käufliches) Mittel zum Zweck darbietet.
In Zusammenhang mit der Gattung des historischen Romans der 1930er Jahre kann vom Zweck der Bloßlegung der „vermeintlichen Antriebe der Hitler und ihrer Gefolgsleute und ebenfalls“ der „Reaktionen der von ihnen irregeleiteten Volksschichten“ gesprochen werden. Die „Demokratie“ wird letztlich ebenfalls Instrument der ökonomischen Interessen der herrschenden Klasse; sie hat in den Kämpfen zwischen City und Senat „die Funktion, den kleinen Mann für die Geschäfte einer Fraktion einzuspannen“. Brecht übt hiermit eine indirekte Kritik an der (seiner Meinung nach) kapitalistischen („Schein-“) Demokratie der Weimarer Republik, die für ihn neben der Machtausübung im Faschismus eine Form der „Diktatur der Bourgeoisie“ darstellten.

#### Die „Perspektive der anderen Seite“
Brechts „Perspektive der anderen Seite“, die eine zentrale Rolle in Die Geschäfte des Herrn Julius Caesar spielt, äußert sich in seinem Gedicht „Fragen eines lesenden Arbeiters“ in komprimierter Form.
Die bereits von Karl Marx entwickelte und von Brecht aufgegriffene „Perspektive der anderen Seite“ beschreibt ein Prinzip der historischen Betrachtung, nach dem die Geschichte nicht als Geschichte der „Großen“, das heißt der „Herrschenden“, sondern als Geschichte der „Beherrschten“ verstanden wird. Inwiefern dies für Brechts Roman ein weiteres zentrales Darstellungsmotiv bildet, zeigt sich zum einen in der Konzentration auf die Beschreibung der „Unterdrückung der Beherrschten“ (sowohl Volk als auch Sklaven, Spicers Landgut u. Ä.). Andererseits verdeutlicht es sich aber auch in der Wahl des Rarus als Erzähler der Rahmenhandlung: Rarus besitzt zwar als Caesars Sekretär eine herausgehobene Stellung, steht aber dennoch in stetem Kontakt zu den niederen Bevölkerungsschichten (über seine Liebschaft mit Caebio, über das Klientelwesen Caesars sowie über seine Meinungsumfragen vor den Konsulatswahlen 694). Die „Perspektive der anderen Seite“ und die damit verbundene historische Sichtweise erweisen sich damit letztlich insofern als wesentlich für Brechts Geltungsanspruch, als sie eine Entschleierung der Caesarlegende aus Sicht des einfachen Volkes ermöglichen. Letztere sieht ihre Notwendigkeit in der Ablösung von dem falschen, konstruierten Geschichtsbild der Bourgeoisie.

#### Der „V-Effekt“
Ein weiteres Mittel der Entschleierung der Caesarlegende ist der vor allem aus Brechts epischem Theater bekannte „Verfremdungseffekt“, durch den laut Hans Dahlke die Figur Caesars „der Lächerlichkeit preisgegeben und die Caesar-Legende entlarvt wird“. Dieser Entlarvung entspricht auch die merkliche Entwicklung des Ich-Erzählers der Rahmenhandlung. Zunächst ärgert sich der junge Anwalt über die schamlose Behandlung Caesars durch Spicer. Nach der Lektüre der ersten Schriftrolle des Rarus beginnt er allerdings, skeptisch zu werden gegenüber dem Heroentum der Caesargestalt. Die Entwicklung des Erzählers kann mit der Entwicklung des Lesers gleichgesetzt werden.

#### Die Rolle der antiken Geschichtsschreibung
Aus dem Zusammenwirken von „V-Effekt“ und der „Perspektive der anderen Seite“ lässt sich die Rolle der antiken Geschichtsschreibung innerhalb des Romans erschließen. An mehreren Stellen des Romans ist von den römischen Historikern die Rede (S. 169, Z. 25–26, S. 172, Z. 15–17). Die antiken Geschichtsschreiber hatten wesentlich zur Glorifizierung Caesars beigetragen; ihre Widerlegung musste also für Brecht ein zentrales Interesse darstellen, um die Entlarvung der Caesarlegende zu gewährleisten und sämtliche zeitgeschichtliche Berufungen auf die „ruhmreiche“ Diktatur Caesars zunichtezumachen. Im Sinne des brechtschen Geltungsanspruchs hat Brecht letztlich eine „Richtigstellung“ der (in seinem Sinne zu positiven „bürgerlichen“) antiken Geschichtsschreibung beabsichtigt; dieser Korrektur hat er mit gewissen Modifikationen und Ergänzungen Ausdruck verliehen.

### Brechts Geltungsanspruch: Der Caesar-Roman als Analogie zur Zeitgeschichte?
Ein typisches Merkmal der historischen Romane der Zwischenkriegszeit besteht aus dem Versuch, gegenwärtige politische Ereignisse wie den Aufstieg des Nationalsozialismus und das Scheitern der Weimarer Demokratie zu erklären. Die „Korrektur“ des Caesarbildes hin zum Negativen verbindet sich mit der Entschleierung der verklärten Sicht auf die sich stetig etablierende Diktatur in Deutschland (und auch Italien); schließlich erklärt der Ich-Erzähler Caesar bereits zu Beginn des Romans zum Urbild des Diktators. Die Not des Volkes und der wirtschaftliche „Ruin“ der Republik gehen schließlich einher mit dem Aufstieg der Diktatur.
Von dem Versuch der Erklärung zeitgeschichtlicher Geschehnisse ausgehend liegt dem Caesar-Roman ein Darstellungsmuster zugrunde, das allgemein die Entstehung einer Diktatur aus dem wirtschaftlichen Zusammenbruch eines Staates beschreibt. Letzterer wird dabei nach der Theorie des Klassenkampfes verursacht durch die „Herrschaft des Monopolkapitals“ (siehe oben) und die Unterdrückung der Arbeiterklasse. Caesar selbst bildet mit seinem „Gangstertum“ ein Element jenes Prozesses. Das Thema des Romans ist offensichtlich nicht im Eigentlichen nur die Person Caesars, sondern vielmehr die Klassensituation und der ökonomische Zusammenhang.

## Entstehungsgeschichte

### Vorgeschichte des Romans
Bereits einige Zeit vor dem Beginn der eigentlichen Arbeit am Caesar-Roman 1938 beschäftigte sich Brecht mit der Caesarfigur: In einem Brief Brechts an Karl Korsch (1937/38) ist von Brechts Plänen zu einem Caesar-Theaterstück in Paris die Rede. Die Beschäftigung mit Shakespeares Julius Caesar bildet dabei die Grundlage für dieses Vorhaben, das Brecht wahrscheinlich bereits vor 1929 in den Sinn kam. 1932 diskutierte er mit Fritz Sternberg den Plan zu einem Stück, in dessen Mittelpunkt die „Tragödie des Brutus“ stehen sollte. Diese hätte darin bestanden, dass mit dem Mord an Caesar die Diktatur nicht beseitigt worden wäre, sondern „Rom tauscht[e] für den ermordeten großen Diktator nur einen schlechteren kleinen ein“. Brecht war an einer „soziologischen“ Modifikation der Tragödie gelegen, die sich allerdings als schwierig erwiesen hat. Es mochte nur schwerlich möglich gewesen sein, aus dem dramatischen Stoff Shakespeares eine gesellschaftliche Begründung für Aufstieg und Fall des Diktators herauszuarbeiten. Um die eigentliche Ausgestaltung des Stücks zu erleichtern, entschließt sich Brecht zu gewissen Vorarbeiten: Neben dem unvollendeten Roman Die Geschäfte des Herrn Julius Caesar verfasst er darüber hinaus die kurze Erzählung Caesar und sein Legionär (1942). Da der Roman in kompletter Form vermutlich nahe achthundert Seiten umfasst hätte, wäre vermutlich auch ein Theaterstück entsprechend umfangreich ausgefallen. Letztlich liegen die Anfänge von Brechts Auseinandersetzung mit dem Caesarstoff im eigentlichen Sinn bereits in seiner Schulzeit, als er im Lateinunterricht erste Erfahrungen mit Caesar und Sallust sammelte (S. 509–510). Diese können als die Basis seiner intensiven Beschäftigung mit dem Diktator betrachtet werden, während die schriftstellerischen Anfänge des Romans in seiner Idee zur Neubearbeitung Shakespeares liegen.

### Die Quellen und Vorlagen Brechts
Eine ausführliche Auflistung sämtlicher von Brecht verwendeten antiken und geschichtswissenschaftlichen Quellen findet sich im Kommentar der verwendeten Textausgabe, S. 518–522 (diese Auflistung basiert auf eigenen Aufzeichnungen Brechts); nachfolgend sind nur die wichtigsten kurz erläutert.

#### Antike Autoren

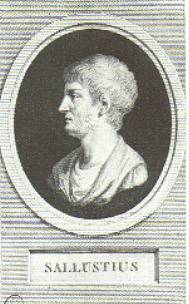
Salustius Crispus

Neben Caesar selbst, dessen Schriften Brecht gleich zu Beginn der Rahmenhandlung schmäht (S. 167), lassen sich aus den antiken Geschichtsschreibern vor allem Sueton, Plutarch, Cassius Dio und Sallust als Quellen Brechts anführen. Brecht übernimmt Passagen teilweise wörtlich aus De coniuratione Catilinae von Sallust, beispielsweise Rarus’ Beschreibung seiner Reise auf das Schlachtfeld von Pistoria. Allerdings fehlten bei Sallust für Brechts Empfinden einige wesentliche Dinge in seiner Beschreibung, nämlich die menschlichen Umstände, das heißt das Elend des Schlachtgeschehens ob der kalten Jahreszeit und ähnliches. Darüber hinaus hat Brecht wegen gewisser Fragwürdigkeiten bzgl. des Wahrheitsgehalts bei Sallust vermutlich zunächst einen expliziten Bezug auf Sallust vermieden und dann später nachträgliche Ergänzungen vorgenommen.
Bei Cassius Dio entnimmt Brecht neben kleineren Details besonders die Schilderung von Caesars Spanienaufenthalt, die bei Plutarch und Sueton nur in einigen Sätzen berücksichtigt wurde.
Bei Plutarch und Sueton hat sich Brecht offenbar größere und genauere Anleihen gestattet: Zwar war auch gerade Plutarch nur in Maßen verwendungsfähig; sein hoher künstlerischer Anspruch ging des Öfteren zu Lasten des Realitätsgehaltes. Dennoch diente Plutarch gerade ob seiner umfangreichen Darstellungen solcher (Neben-)Figuren wie Cicero, Catilina u. Ä. neben Sueton als zentrale Quelle Brechts. Bei Sueton erweist sich wiederum dessen stoffliche Konzeption als interessant für Brecht: Es sind, so Dahlke, gerade die zahlreichen (teils auch pikanten) Einzelheiten, die Suetons Darstellung im Sinne von Brechts Geltungsanspruch wertvoll machen; schließlich tragen gerade sie zu einer verstärkten „Perspektive von unten“ bei. Letztlich allerdings macht die Seeräuberanekdote deutlich, wie Brecht einerseits die antiken Autoren zwar verwendet, andererseits aber im Sinne der Zielsetzung seines Romans eigene Modifikationen und Ergänzungen vornimmt. Diese Änderungen des historischen Stoffes begründen sich wiederum in dem allgemeinen literarisch-schöpferischen Anspruch Brechts.

#### Monografien bürgerlicher Geschichtswissenschaftler
Neben den historischen Quellen nutzte Brecht auch die Monografien in seinem Sinne „bürgerlicher“ Historiker wie Mommsen und Guglielmo Ferrero zur Ausgestaltung der historischen Basis des Romans: Brecht muss wohl die Anmerkung Mommsens, die Umstände der Catilinaverschwörung lägen im Dunkeln, als Herausforderung verstanden haben. Es stellte sich also für Brecht besonders reizvoll dar, diese These Mommsens zu widerlegen, indem er ökonomische Interessen als zentrale Hintergründe der Verschwörung hinstellt. Bemerkenswerterweise dient Mommsen Brecht aber gerade auch bei den Einzelheiten der Catilinarischen Verschwörung neben den antiken Autoren als Quelle seiner Beschreibungen, zum einen, da Mommsen einen umfassenden Epochenüberblick liefert, und zum anderen, weil er ausführlich die Ereignisse der Verschwörung beschreibt.
Wesentliche Details in Hinblick auf die Sklavenwirtschaft sowie einige Einzelheiten hat Brecht von Guglielmo Ferrero übernommen. Die Charakterisierungen der Frauen Caesars finden ihre Basis offenbar bei Georg Brandes. Darüber hinaus diente Max Webers Römische Agrargeschichte zur Quelle Brechts; der soziologische Ansatz Webers zog offenbar Brechts Interesse auf sich. Brecht verwendete die bürgerliche Geschichtswissenschaft vornehmlich, um sich notwendige historische Kenntnisse anzueignen, und nicht, um sie positiv oder negativ zu bewerten. In der bürgerlichen Geschichtsschreibung (ebenso wie in den antiken Schriftstellern, siehe oben) fand Brecht einerseits eine wesentliche Materialbasis und Inspirationsquelle, andererseits fügte er aber prägende eigene Elemente und benutzte damit letztlich auch in diesem Punkt Historie als Mittel zum Zweck.

#### Literarische Einflüsse – Der historische Roman in der Exilliteratur
Bei der Konzipierung seines Werkes Die Geschäfte des Herrn Julius Caesar als historischem Roman nahm Brecht gewisse Anleihen, aber auch bewusste Abgrenzungen zu anderen historischen Romanen der Exilliteratur vor. Als maßgebliche Beispiele sind Lion Feuchtwangers Josephus-Trilogie, Alfred Döblins Das Land ohne Tod sowie Heinrich Manns Henri-Quatre-Romane anzuführen. Diesen ist das Ziel gemein, vergleichbare historische Begebenheiten und Personen oder Gegenbeispiele zur Hitlerdiktatur historisch zu verarbeiten; dabei liegt ihnen eine personalistische Geschichtsauffassung sowie eine moralisch-psychologische Sichtweise zugrunde. Brecht übernahm die moralische Kritik, die sich auf die Hintergründe der Hitlerdiktatur übertragen ließ, kehrte sich aber gleichsam vom personalistischen Geschichtsbild der übrigen Exilliteratur ab: Sein Schwerpunkt liegt letztlich auf der Klassensituation und nicht auf Caesar als Einzelfigur.

#### Philosophische und literaturtheoretische Einflüsse: Hegel und Feuchtwanger

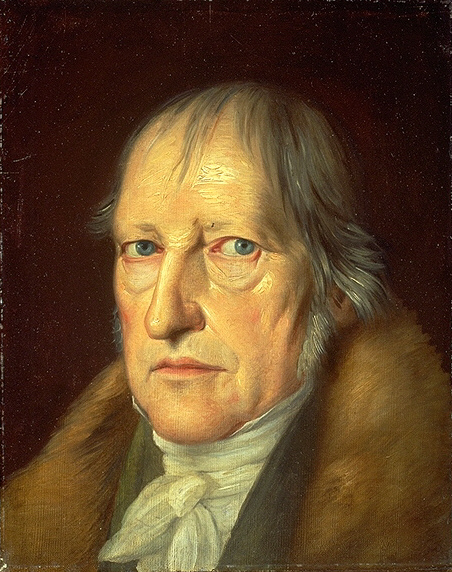
Georg Wilhelm Friedrich Hegel,
porträtiert von Jakob Schlesinger, 1831

Der Lektüre von Hegels Vorlesungen über die Philosophie der Geschichte und die Auseinandersetzung und schließliche Abwendung von Feuchtwanger kommt in Brechts Roman eine zentrale Bedeutung zu; aus Hegels Abhandlung ergaben sich für Brecht „die Entwicklungslinien der römischen Geschichte im Übergang zum Kaisertum“. Hegel, dessen Werk Brecht selbst als „unheimlich“ bezeichnete (S. 515), erregte Brechts Interesse offenbar durch sein Verständnis der großen Personen der Weltgeschichte, deren subjektiver Wille zum Objekt eines „Weltgesetzes“ gemacht werde. Brecht übernahm von Hegel daher die These, dass sich die Geschichte als „Interpretation ihrer [einzelner Individuen] zufälligen Interessen im Bezugsrahmen objektiv-gesellschaftlicher Systemzwänge“ vollziehe. Die Widersprüchlichkeit des objektiven Geschichtsprozesses, die sich in der hegelschen Dialektik offenbart, diente Brecht daher als indirekte konzeptionelle Inspiration für seinen Roman. Weiterhin gelegen kam Brecht Hegels Darstellung Roms als „Räuberstaat“, die ihm die Analogie zur „legalen“ Machtergreifung der Nationalsozialisten ermöglichte. Auch die Reflexionen Hegels über die Ästhetik scheinen Brecht beeinflusst zu haben; seine Randbemerkungen an seinen Hegel-Ausgaben bestätigen eine umfassende Beschäftigung auch mit Hegels kunsttheoretischen Ausführungen.
Anders verhält es sich in Bezug auf Feuchtwanger: Brecht lag mit Feuchtwanger über die „Omnipotenz der Geschichtsschreiber“ im Oktober 1941 im Streit (S. 516). Diese Auseinandersetzung bildet einen Punkt in einer langen Kontroverse zwischen Brecht und Feuchtwanger über den Charakter von Geschichtsdichtung. Zwar blieb Brecht und Feuchtwanger offenbar das Interesse an der römischen Geschichte gemein. Feuchtwanger beschäftigte jedoch eher das Schicksal der Juden und die Gegnerschaft zum deutschen Faschismus, während Brecht seinen Schwerpunkt auf die ökonomischen Verhältnisse legte: So kritisierte Brecht am Josephus-Roman Feuchtwangers, dass die wirtschaftliche Seite und die Geschäfte der herrschenden Klasse außer Acht gelassen worden seien, die ja die zentrale Ursache für die Zerstörung Jerusalems gebildet hätten. Feuchtwanger spezialisierte sich, so Dahlke, auf die „individualpsychologische Durchleuchtung“; Brecht hingegen hasste Feuchtwangers eigenen Äußerungen zufolge „alles Psychologisieren“, es sei ihm auf eine „gleichnishafte Situation“ und auf die „Echtheit des Wortes“ angekommen. Die gegensätzlichen Auffassungen Brechts und Feuchtwangers werden dann abschließend noch einmal in ihrem jeweiligen Verständnis von der Funktion des Schriftstellers deutlich: Der Schriftsteller hebt bei Feuchtwanger „nicht nur die Flüchtigkeit der Geschehnisse auf, sondern auch ihre Vieldeutigkeit“, indem er „den Ereignissen Wirklichkeitscharakter“ verleiht. Dem Schriftsteller kommt also bei Feuchtwanger ein absoluter Wahrheitsanspruch zu. Brecht hingegen hat sich eine Darstellungsweise geschaffen, die zur Entlarvung der Caesarfigur möglichst viele unterschiedliche unkommentierte Individualurteile zu Wort kommen lässt. Damit gewährleistet Brecht eine Mischung aus subjektiven, falschen Aussagen zu Caesar und objektiven, wahren. Mit dieser Methode ist Brecht der historischen Wirklichkeit näher gekommen als Feuchtwanger.

## Rezeptionsgeschichte
Die Rezeptionsgeschichte des Caesar-Romans beschränkt sich auf einige vereinzelte Aufsätze zum Vorabdruck von Buch 2 Unser Herr C. in Sinn und Form. Zu den wesentlichen drei Besprechungen des Romans zählt zunächst Ernst Niekischs Schrift „Heldendämmerung. Bemerkungen zu Brechts Roman ‚Die Geschäfte des Herrn Julius Caesar‘“, der zusammen mit dem zweiten Buch in Sinn und Form (siehe oben) erschien. Niekisch versucht eine allgemeine Definition des Begriffs „Heldentum“ und bezeichnet den Roman als „Entlarvungsliteratur“, ähnlich wie Sartres Die Fliegen. Als zweites ist Max von Brücks Aufsatz Zweimal Caesar zu nennen. Dieser zieht einen Vergleich mit Thornton Wilders The Ides of March und stellt den Versuch Brechts zur Entlarvung der Caesarfigur als gescheitert dar. Den letzten Essay bildet Wolfgang Grözingers Besprechung Bert Brecht zwischen Ost und West, die sich auf das gesamte Sonderheft von „Sinn und Form“ bezieht und den Roman als „Fleißaufgabe“ bezeichnet. Einen wesentlichen Teil des Aufsatzes macht letzthin auch nicht mehr eine eigentliche Betrachtung des Caesar-Romans, sondern vielmehr von Niekischs Anmerkungen aus.
Allen genannten Autoren waren problematischerweise nur das zweite Buch und weder die übrigen Buchteile noch Brechts Aufzeichnungen dazu zugänglich (S. 528). Eine nennenswerte Wirkung der Veröffentlichung des zweiten Romanbuches hat es insgesamt nicht gegeben (S. 528). Der „hauptsächlich als Autor der Dreigroschenoper bekannte“ Brecht ist in Sinn und Form gleichermaßen als Dramatiker, Lyriker und Romancier vorgestellt worden (S. 528). Gerade wegen Brechts großen Bekanntheitsgrads lässt sich weitgehend ausschließen, dass die geringe Rezeption in einem ebenfalls geringen Bekanntheitsgrad des Romanfragments begründet gewesen ist. Unter Umständen bleiben zwei Aspekte für die geringe Wirkung des Romans zu nennen, nämlich zum einen, dass Brecht gerade als Dramatiker Bedeutung erlangt hatte und man deshalb seinen Roman mehr als einen Versuch abtat. Zum anderen lässt sich in Verbindung damit der fragmentarische Charakter des Romans anführen, der den Versuchscharakter des Werkes zu betonen scheint, aber auch eine vollständige Kenntnis der Gesamtschrift verwehrt: Schließlich erlaubt eine unvollständige Lektüre kein umfassendes Urteil über den Roman.
Unter der Regie von Jean-Marie Straub und Danielle Huillet entstand 1972 als deutsch-italienische Co-Produktion der Film „Geschichtsunterricht“, der die bisher einzige Verarbeitung des brechtschen Romans darstellt. Der Film handelt von einem jungen Mann aus der Gegenwart, der mehrere römische Bürger aus antiker Zeit über den Aufstieg Caesars interviewt. Der Film ist von künstlerischen und dokumentarischen Elementen geprägt; das Drehbuch basiert auf Brechts Roman.

## Kritik

### Inhaltliche Ungenauigkeiten
Bei genauerer Lektüre insbesondere der Rahmenhandlung von Die Geschäfte des Herrn Julius Caesar offenbaren sich gewisse größere und kleinere inhaltliche und historische Ungenauigkeiten. Es stellt sich die Frage, warum der Ich-Erzähler anscheinend keine eigenen Erfahrungen bzgl. Caesars politischer Agitation vorweisen kann. Außerdem sind offensichtliche Widersprüche in der Festlegung des Zeitpunktes der Rahmenerzählung vorhanden: Die Bemerkung des Erzählers, dass Caesar gerade zwanzig Jahre tot sei (S. 171, Z. 15), veranlasst ihn zunächst, die Rahmenhandlung im Jahr 24 v. Chr. anzusetzen. Allerdings deutet der Erzähler an anderer Stelle an, dass dreißig Jahre seit dem Aufstandsversuch Catilinas vergangen seien, woraus sich das Jahr 33 v. Chr. als Zeitpunkt des Berichtes festlegen ließe. Daraus ergibt sich wiederum ein weiteres Logikproblem des Textes: In den anfänglichen, allgemeinen Bemerkungen des jungen Anwalts zu Caesars Person erklärt er, die Monarchen hätten seinen (also Caesars) „erlauchten Namen“ den ihrigen hinzugefügt (S. 171, Z. 24–25). Im Jahr 33 v. Chr. allerdings liegt das Ergebnis des Bürgerkrieges nach Caesars Tod noch offen, wie Dahlke anmerkt. Folglich gibt es also noch gar keine Monarchie und vor allem auch nicht mehrere Monarchen, die sich den Namen Caesars aneignen könnten. Der Erzähler greift also an dieser Stelle in eine Zukunft voraus, die er unter Umständen gar nicht kennt. Selbst wenn man annimmt, dass er die Niederschrift seiner Erlebnisse unternommen hat, als Augustus bereits als Monarch an der Macht war, kann er nicht so alt geworden sein, um die allgemeine Etablierung von Caesars Namen als Fürstentitel zu erleben.
Für diese inhaltlichen und logischen Ungereimtheiten lassen sich auf den ersten Blick zwei Begründungen finden: Zum einen wäre es möglich, dass Brecht den Roman noch einmal überarbeiten wollte und dann auch diese zeitlichen und historischen Fehler korrigiert hätte; demnach könnte man letztere dem fragmentarischen Charakter des Romans zuweisen. Zwar ließ Brecht lediglich das zweite Buch seines Romans (losgelöst von der Rahmenhandlung) zu seinen Lebzeiten veröffentlichen. Dennoch gibt es keine Hinweise darauf, dass Brecht eine Überarbeitung des ersten und dritten Buches geplant hatte. Demnach kann der fragmentarische Charakter des Romans nur zum Teil als Erklärung für die logischen Probleme der Rahmenhandlung gelten.
Eine weitaus schlüssigere Erklärung geben einige Texte aus Brechts Nachlass, die seine Arbeit am Roman reflektieren. Hier zeigt sich deutlich, wie genau und sorgfältig Brecht historische Fakten verwendet, sie gleichfalls aber auch modifiziert. So schreibt er an einer Stelle, die Bodenspekulationen seien bei Caesar „nirgends bezeugt“, Ferrero jedoch weise „auf die aktien der asiatischen steuergesellschaften hin, die caesar (nach cicero) für die herabsetzung der pachtbeträge erhalten“ habe. Brecht war weniger an historisch korrekter Darstellung der Ereignisse gelegen, denn der Anspruch nach Entlarvung der Caesarlegende übersteigt vielmehr den Anspruch nach geschichtlicher Neutralität. Die Rahmenhandlung selbst bleibt mehr Mittel zum Zweck.

### Die Seeräuberanekdote als Modifikation historischer Ereignisse
Die sogenannte „Seeräuberanekdote“ erweist sich als besonders beispielhaft für Brechts Modifikation geschichtlicher Ereignisse. In der historischen Realität der „Seeräuberanekdote“ begibt sich Caesar nach seinem Scheitern als Anwalt in einem Prozess auf eine Reise von Rom nach Rhodos. Auf dieser Reise wird Caesars Schiff von Piraten gekapert und er selbst als Geisel genommen. Caesar schickt einige seiner Männer aus, die das Lösegeld zusammentragen sollten. Bis das Lösegeld eintrifft, bringt Caesar seine Zeit mit den Piraten zu und verfasst Gedichte und Reden, die er seinen Entführern vorliest. Als sie ihm keine Bewunderung entgegenbringen, schimpft er sie als Barbaren und droht ihnen lachend, er werde sie aufknüpfen lassen. Nach Auszahlung des Lösegeldes wird Caesar an Land gebracht. In Freiheit rüstet Caesar sofort nach eigenem Ermessen Schiffe und setzt den Piraten nach. In einer Seeschlacht versenkt oder kapert er ihre Schiffe und nimmt die Überlebenden als Gefangene. Letztere bringt er zum Propraetor der Provinz Asia, auf dass dieser die Piraten angemessen bestrafe. Der Propraetor sieht davon allerdings ab und will die Piraten lieber als Sklaven verkaufen. Daraufhin ließ Caesar seine Gefangenen eigenmächtig kreuzigen. Diese Passage wird bei Plutarch und Sueton caesarfreundlich beschrieben. Der hieraus folgenden „Glorifizierung“ Caesars musste Brecht entsprechend seinem Geltungsanspruch Abhilfe schaffen. Brecht ergänzt also die Anekdote um einige gewichtige Einzelheiten: So lässt er Spicer erklären, dass Caesar an Bord seines Schiffes eine Ladung Sklaven geschmuggelt hätte. Dies verstieß gegen die Verträge der kleinasiatischen Sklavenhändler mit den römischen, griechischen und syrischen Häfen. Deshalb, so Spicer, habe der kleinasiatische Exporttrust Caesars Schiff kapern und die Ladung beschlagnahmen lassen. Das Lösegeld sei demzufolge eine Art Schadensersatzsumme gewesen. Nachdem Caesar wieder auf freiem Fuß gewesen sei, habe er in einem räuberischen Überfall die kleinasiatische Firma angegriffen und die gefangenen Kaufleute mit gefälschten Papieren kreuzigen lassen (S. 182, Z. 30 bis S. 184, Z. 27). Bemerkenswert hierbei erscheint, dass es für diese Ausführungen Spicers keine historischen Beweise gibt, sie also Brechts eigene Erfindung sind. Daraus geht hervor, dass Brecht hier schließlich seinem Anspruch nach Entlarvung Caesars als „Verbrecherfigur“ nachhelfen muss, indem er gewisse Modifikationen vornimmt.

### Die Geschäfte des Herrn Julius Cäsar: Ein Fall von Geschichtsklitterung?
Die inhaltlichen Ungenauigkeiten und die bewussten Änderungen historischer Begebenheiten zugunsten der Entschleierung der Caesar-Legende (Seeräuberanekdote) bedingen die Frage, inwiefern Brechts Roman sich als Geschichtsklitterung bezeichnen ließe. Natürlich handelt es sich bei Die Geschäfte des Herrn Julius Caesar nicht um eine sachliche Biografie des antiken Politikers; man darf Brecht also gewisse Modifikationen des historischen Stoffes erlauben. Dennoch liegt dem Werk ein geschichtlicher Anspruch zugrunde. Um dieses Ziel zu erreichen und Caesars historischen Ruhm zunichtezumachen, konnte Brecht die Geschichte nicht neu erfinden, sondern musste gewisse reale Tatsachen berücksichtigen und in seine eigene Darstellung der Ereignisse einfließen lassen. Die Schwierigkeit, mit der Brecht sich also bei seinen Arbeiten am Roman konfrontiert sah, lag in dem Spagat zwischen Geltungsanspruch und Glaubwürdigkeit: Der Zweck der Faschismusdeutung und der satirische Charakter des Werkes erschwerten die Bemühungen, sich nicht zu weit von der historischen Realität zu entfernen und den Roman damit der Unglaubwürdigkeit anheimfallen zu lassen. Darüber hinaus ging es Brecht um eine aus der Sicht „von unten“ erfolgende Darstellung der gesellschaftlichen Zusammenhänge. Es kam ihm darauf an, seiner Darstellung einen symbolhaften Charakter zu verleihen und seinen Roman quasi als Parabel auf den Leser wirken zu lassen. Der Roman sei zudem einerseits konzipiert als eine „Gegenrede“ gegen die „Geschichtslügen der Hitlerideologen“, so Dahlke. Zum anderen allerdings richte sich das Werk gegen die „personalistischen Geschichtsauffassungen der historischen Romane des Exils“. Diese konzentrierten sich zumeist auf die Humanisierung bestimmter historischer Personen und beschrieben deren individuelle Existenz. Bei Brecht hingegen wird das Individuelle an Caesar den gesellschaftlichen Aspekten untergeordnet.
Gleichzeitig besitzt Brechts Roman einen gewissen satirischen Charakter, der mit einer „moralischen Empörung“ verknüpft sei, heißt es bei Dahlke. Letztere wiederum sei das „Ergebnis einer echten Geschichtserkenntnis“. Diese Geschichtserkenntnis beruhe auf einer zentralen Betrachtung der „analogen gesellschaftlichen Verhältnisse, die dem Diktator die Macht zuspielten“. Offenbar knüpft Brecht ergänzend dazu seinen „Realismus“ (vor allem innerhalb seiner Werke) stets an die Betrachtung der sozialen Umstände und des Klassenkampfes. Mit welchen Problemen Brecht allerdings diesbezüglich bei der Lektüre der antiken Quellen und der geschichtswissenschaftlichen Literatur zu kämpfen hatte, geht aus seinem Nachlass hervor; dort schreibt er, wie spät es ihm erst aufgegangen sei, „was es mit der aktion des pompeius, dieser regulierung der brotversorgung, auf sich gehabt haben musste: er hatte die hungernden niederzuwerfen. und ich las diese bücher nur [!], weil ich die geschäfte der herrschenden klassen zur zeit der ersten grossen diktatur enthüllen wollte, also mit bösen augen! so schwierig ist es, die geschichtsbücher zu entziffern“. Die Quellen, die Brecht zur Verfügung standen, bedurften also einerseits noch gewisser „Auslegungen“, andererseits erwiesen sie sich wohl auch nicht immer als so ausführlich, wie es Brecht lieb gewesen wäre. Demnach sah er sich offenbar gezwungen, eigene Ergänzungen (und damit Modifikationen) zur ökonomischen Geschichte hinzuzufügen, denn wie er Spicer bemerken lässt, „Sie wissen, daß diese Seite unsere Historiker wenig interessiert“ (S. 169, Z. 25–26).
Brecht war sich andererseits der Problematik bewusst, dass sein Geltungsanspruch zwangsweise eine historische Basis erforderte; außerdem hat er nachweislich große Sorgfalt auf die Quellenarbeit verwandt. Daher lässt sich ausschließen, dass Brecht plante, eine bewusste Manipulation der Geschichte in Form von Geschichtsklitterung vorzunehmen; letztere hätte ihn außerdem lediglich auf eine Stufe mit den von ihm kritisierten „Hitlerideologen“ gestellt. Brecht hat „die Analogie für ein legitimes künstlerisches Mittel“ gehalten, „vorausgesetzt, die historischen Besonderheiten, die geschichtliche Einmaligkeit des behandelten Falls“ sind gewahrt geblieben und er (also Brecht) hat damit recht gehabt. Es bleibt schließlich streitbar, ob Brecht die Caesarfigur wie auch die historischen Ereignisse zur Unglaubwürdigkeit herabstilisiert hat oder ob ihm die Trias von Entschleierung, Perspektive von unten sowie zeitgeschichtlichem Bezug gelungen ist.

### Textausgaben
- Werner Hecht, Jan Knopf u. a. (Hrsg.): Bertolt Brecht. Prosa 2. Romanfragmente und Romanentwürfe (= Bertolt Brecht. Werke. Große kommentierte Berliner und Frankfurter Ausgabe. Band 17). Frankfurt am Main 1989.
- Bertolt Brecht: Die Geschäfte des Herrn Julius Caesar. Romanfragment. Berlin-Schöneberg 1957.

### Sekundärliteratur